# Pratt-Test
Der Pratt-Test dient dazu, bei einem Krampfadernleiden (Varikosis) jene Verbindungsvenen (Venae perforantes) zwischen oberflächlichem und tiefem Venensystem aufzufinden, die insuffiziente Venenklappen aufweisen.
Zunächst wird das Bein im Liegen hochgehalten, um das venöse Blut abfließen zu lassen; anschließend wird das Bein vom Fuß bis zur Leistenregion bandagiert. Im Stehen wird daraufhin die Bandage wieder von oben beginnend entfernt, während gleichzeitig, von der Leiste aus beginnend, eine zweite Bandage so angelegt wird, dass jeweils eine Handbreite des Beines frei von Bandagen bleibt. Füllen sich nun die Venen zwischen den Bandagen, weist dies auf eine Insuffizienz der Perforansvenen an dieser Stelle hin.
Ebenso wie der Trendelenburg-Test, Perthes-Test, Schwarzt-Test und Mahorner-Ochsner-Test wurde der Pratt-Test bis in die 1970er Jahre angewendet, jedoch seither durch die Apparatediagnostik (heute hauptsächlich Dopplersonografie und Digitale Photoplethysmographie) weitestgehend ersetzt.